# S.F Brownrigg
Pour les articles homonymes, voir Brownrigg.
S.F Brownrigg (né le 30 septembre 1937 à Dallas - mort dans la même ville le 20 septembre 1996) est un réalisateur américain.
Il est l'un des grands spécialistes du film d'épouvante américain à petit budget et a tourné quelques pièces maitresses du genre.
The Forgotten (en) est considéré comme son chef-d'œuvre.

## Filmographie
| Date | Titre                                            | Rôle                   |
| ---- | ------------------------------------------------ | ---------------------- |
| 1973 | The Forgotten (en) (Don't Look In The Basement!) | Réalisateur/Producteur |
| 1974 | Don't Open the Door                              | Réalisateur            |
| 1975 | Poor White Trash 2                               | Réalisateur/Producteur |
| 1980 | Keep My Grave Open                               | Réalisateur/Producteur |
| 1988 | Thinkin' Big                                     | Réalisateur            |